# Byron (Maine)
Byron ist eine Town im Oxford County des Bundesstaates Maine in den Vereinigten Staaten. Im Jahr 2020 lebten dort 103 Einwohner in 201 Haushalten auf einer Fläche von 136,13 km².

## Geographie
Nach dem United States Census Bureau hat Byron eine Gesamtfläche von 136,13 km², von der 134,19 km² Land sind und 1,94 km² aus Gewässern bestehen.

### Geographische Lage
Byron liegt im Osten des Oxford Countys und grenzt an das Franklin County. Der Swift River, ein Zufluss des Androscoggin River, durchfließt das Gebiet der Town in südliche Richtung. Zentral gelegen auf dem Gebiet der Town befindet sich der Little Ellis Pond und im Süden grenzt der Ellis Pond an. Die Oberfläche des Gebietes ist hügelig, die höchste Erhebung ist der 834 m hohe West Mountain im Osten von Byron.

### Nachbargemeinden
Alle Entfernungen sind als Luftlinien zwischen den offiziellen Koordinaten der Orte aus der Volkszählung 2010 angegeben.
- Norden und Osten: West Central Franklin, Unorganized Territory, 12,2 km
- Südosten: Weld, Franklin County, 15,7 km
- Süden: Roxbury, 5,5 km
- Südwesten: Andover, 15,9 km
- Westen und Nordwesten: North Oxford, Unorganized Territory, 33,1 km

### Stadtgliederung
In Byron gibt es mehrere Siedlungsgebiete: Byron, East Branch, Goldfield, Hop City, Houghton und Niles.

### Klima
Die mittlere Durchschnittstemperatur in Byron liegt zwischen −11,1 °C (12 °F) im Januar und 18,3 °C (65 °F) im Juli. Damit ist der Ort gegenüber dem langjährigen Mittel Maines um etwa 2 Grad kühler. Die Schneefälle zwischen Oktober und Mai liegen mit deutlich mehr als zwei Metern (bei einem Spitzenwert im Januar von knapp 50 cm) ungefähr doppelt so hoch wie die mittlere Schneehöhe in den USA. Die tägliche Sonnenscheindauer liegt am unteren Rand des Wertespektrums der USA.

## Geschichte
Byron war zunächst unter dem Namen Skilertown bekannt. Dies war der indianische Name für das Gebiet. Als Byron 1833 als Town organisiert wurde, wurde es nach dem Dichter Lord Byron benannt.
Zunächst wurde in Byron Landwirtschaft betrieben, der Boden eignete sich gut für den Anbau von Weizen, Kartoffeln, Mais und Hafer. Später auch Hopfen, der zur Bierherstellung in die Gegend von Boston verkauft wurde. Auch einige Gewerbe siedelten sich an. Sägemühlen sowie Bergbau werden betrieben. Abgebaut wird Phosphat und auch Gold.
In seiner Geschichte gab es fünf Schulen in Byron. Die letzte wurde in den 1940er Jahren geschlossen. Das Gebäude wird heute für Versammlungen der Town und von der Byron Historical Society genutzt.
Die Eisenbahn mit der Bahnstrecke Rumford Junction–Kennebago erreichte 1895 Byron. Die Strecke wurde 1936 stillgelegt.

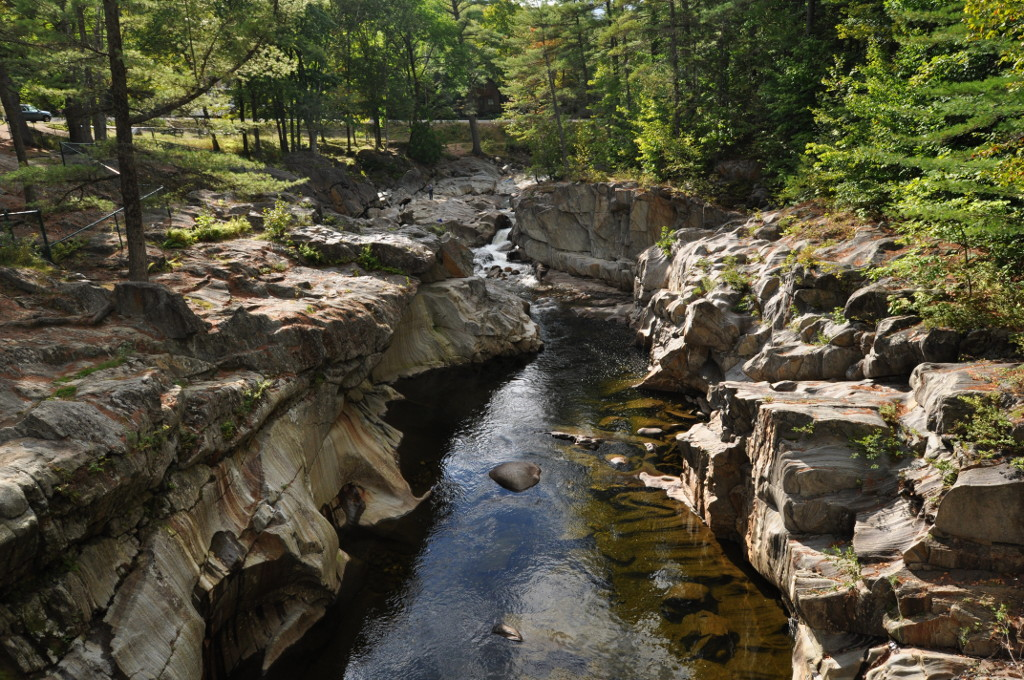
Im Coos Canyon

### Einwohnerentwicklung
| Volkszählungsergebnisse – Town of Byron, Maine | Volkszählungsergebnisse – Town of Byron, Maine | Volkszählungsergebnisse – Town of Byron, Maine | Volkszählungsergebnisse – Town of Byron, Maine | Volkszählungsergebnisse – Town of Byron, Maine | Volkszählungsergebnisse – Town of Byron, Maine | Volkszählungsergebnisse – Town of Byron, Maine | Volkszählungsergebnisse – Town of Byron, Maine | Volkszählungsergebnisse – Town of Byron, Maine | Volkszählungsergebnisse – Town of Byron, Maine | Volkszählungsergebnisse – Town of Byron, Maine |
| Jahr                                           | 1800                                           | 1810                                           | 1820                                           | 1830                                           | 1840                                           | 1850                                           | 1860                                           | 1870                                           | 1880                                           | 1890                                           |
| ---------------------------------------------- | ---------------------------------------------- | ---------------------------------------------- | ---------------------------------------------- | ---------------------------------------------- | ---------------------------------------------- | ---------------------------------------------- | ---------------------------------------------- | ---------------------------------------------- | ---------------------------------------------- | ---------------------------------------------- |
| Einwohner                                      |                                                |                                                |                                                |                                                | 219                                            | 296                                            | 323                                            | 242                                            | 191                                            | 180                                            |
| Jahr                                           | 1900                                           | 1910                                           | 1920                                           | 1930                                           | 1940                                           | 1950                                           | 1960                                           | 1970                                           | 1980                                           | 1990                                           |
| Einwohner                                      | 204                                            | 187                                            | 217                                            | 96                                             | 125                                            | 96                                             | 108                                            | 132                                            | 114                                            | 111                                            |
| Jahr                                           | 2000                                           | 2010                                           | 2020                                           | 2030                                           | 2040                                           | 2050                                           | 2060                                           | 2070                                           | 2080                                           | 2090                                           |
| Einwohner                                      | 121                                            | 145                                            | 103                                            |                                                |                                                |                                                |                                                |                                                |                                                |                                                |

## Wirtschaft und Infrastruktur

### Verkehr
Die Maine State Route 17 verläuft in nordsüdlicher Richtung durch Byron, parallel zum Swift River und verbindet Byron im Süden mit Roxbury und Rumford.

### Öffentliche Einrichtungen
In Byron gibt es kein eigenes Krankenhaus. Das nächstgelegene Krankenhaus ist das Rumford Hospital in Rumford.
In Byron gibt es keine öffentliche Bücherei. Die nächstgelegene ist die Rumford Public Library in Rumford.

### Bildung
Byron gehört mit Mexico, Roxbury und Rumford zum Maine School Administrative District 43.